# Santa Caterina d’Este
Santa Caterina d’Este ist eine italienische Gemeinde (comune) in der Provinz Padua, Region Venetien mit etwa 2400 Einwohnern.

## Geographie
Die Streugemeinde liegt etwa 30 Kilometer südwestlich der Provinzhauptstadt Padua in der norditalienischen Tiefebene, eingebettet zwischen den Euganeischen Hügeln und der Etsch. Die Gemeinde setzt sich aus den Fraktionen Carceri und Vighizzolo d’Este zusammen. Der Gemeindesitz liegt in Carceri.

## Geschichte
Die Gemeinde entstand am 22. Januar 2024 durch den Zusammenschluss der Gemeinden Carceri und Vighizzolo d’Este.

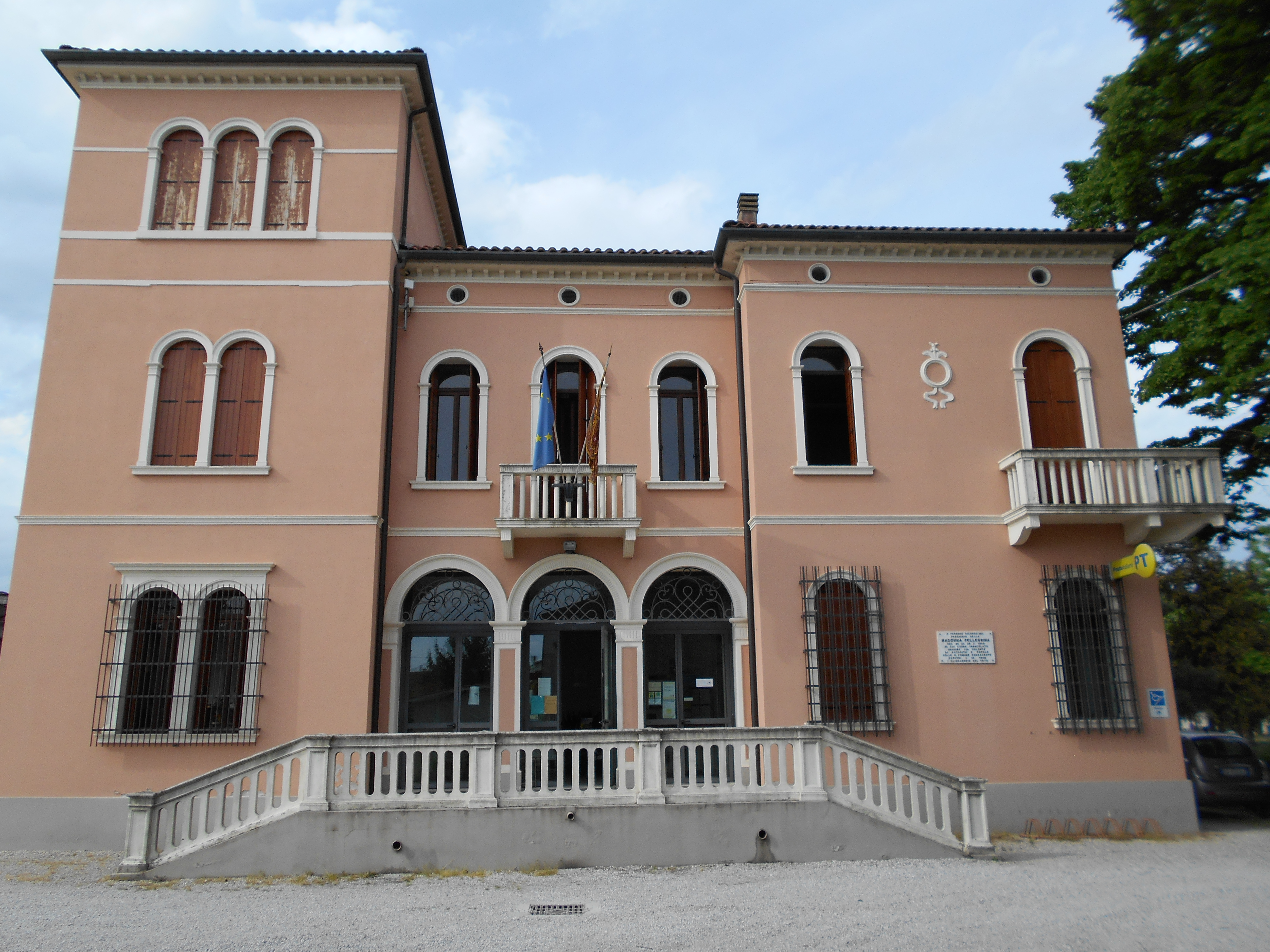
Rathaus in Carceri
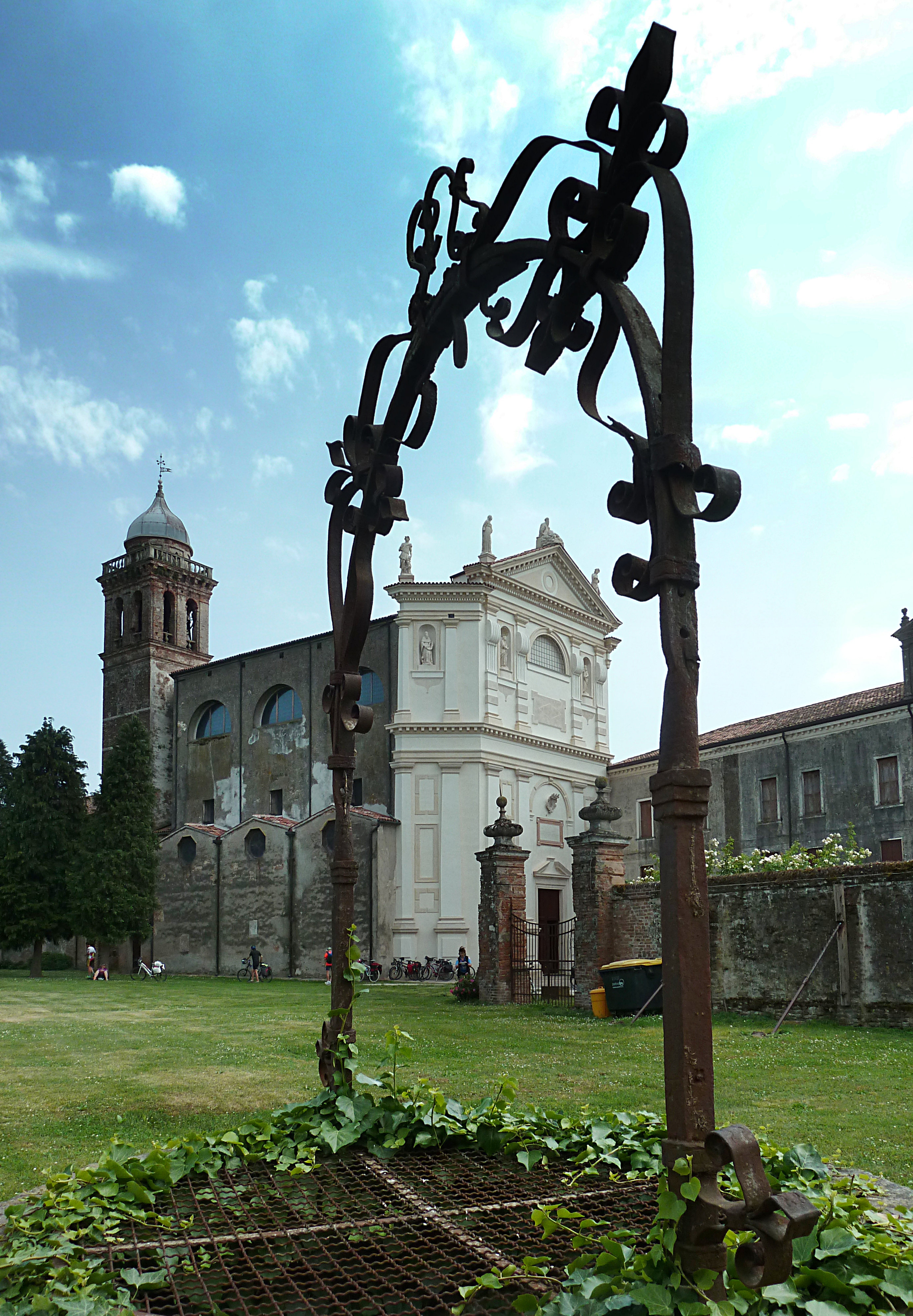
Marienabtei von Carceri
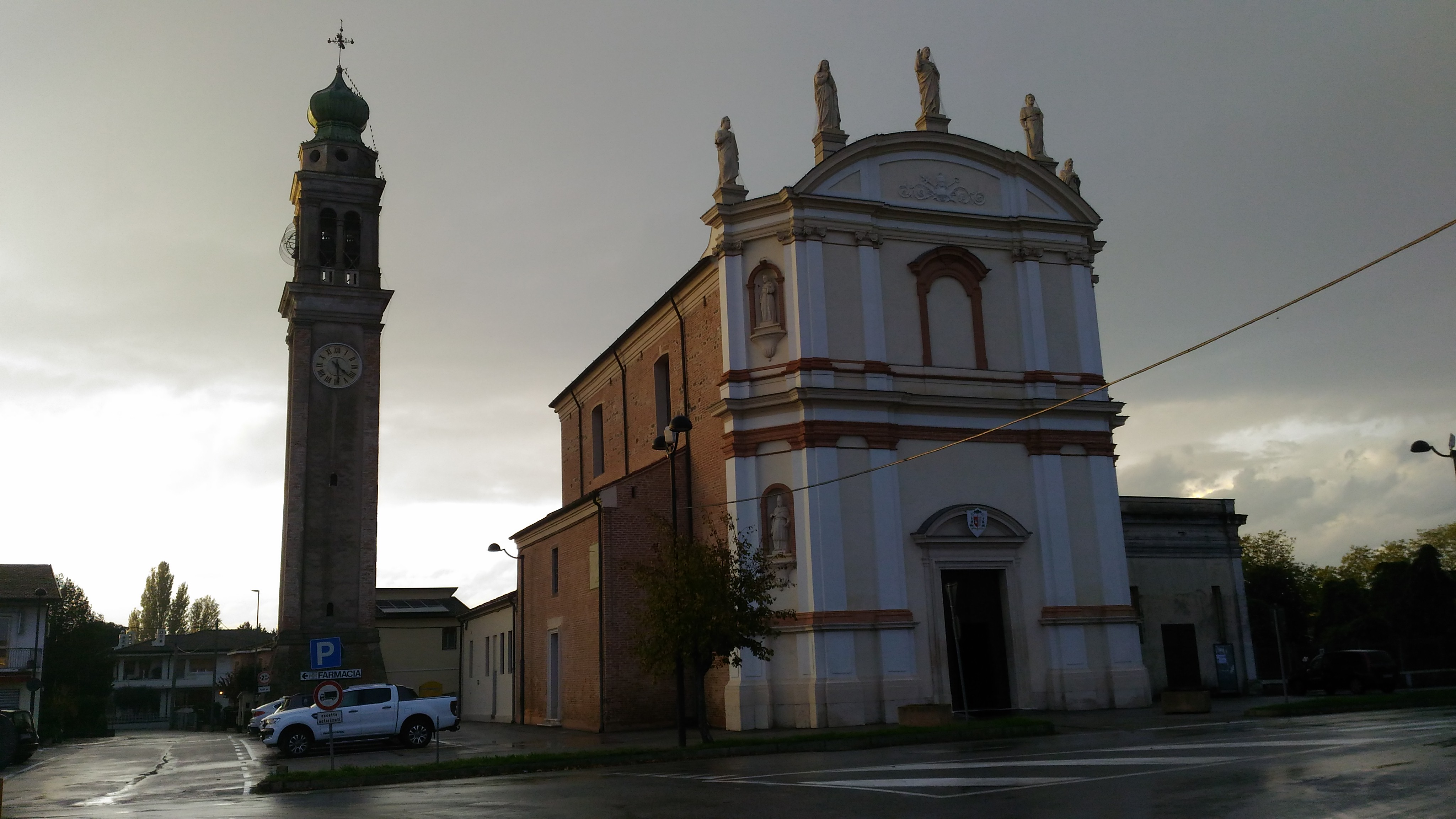
Pfarrkirche San Giovanni Battista in Vighizzolo d’Este